# VélO2
VélO2 est le système de vélos en libre-service de Cergy-Pontoise, mis en place le 21 mars 2009 par la communauté d'agglomération. VélO2 est une déclinaison du système Cyclocity de JCDecaux, qui en assure la gestion. Le système comprend 360 vélos répartis sur 41 stations.

## Historique

### Implémentation de VAE
Depuis le 9 juin 2025, des travaux ont eu lieu sur la totalité des stations de vélos pour permettre l'arrivée des nouveaux vélos à assistance électrique. Cette opération implémentera 220 vélos à assistance électrique, contre aucun auparavant, de plus, d'ici le 31 août 2025 onze nouvelles stations sont prévus,.
En juin 2025, VélO2 anciennement exploité par JCDecaux appartient désormais à Nextbike.